# STS-84
STS-84, voluit Space Transportation System-84, was een spaceshuttlemissie van de Atlantis naar het Russische ruimtestation Mir. Tijdens de missie werd het ruimtestation opnieuw bevoorraad. 

## Bemanning
| Bevelhebber        | Charles Precourt 3e ruimtevlucht      | Charles Precourt 3e ruimtevlucht      |                                  |                                |
| Piloot             | Eileen Collins 2e ruimtevlucht        | Eileen Collins 2e ruimtevlucht        |                                  |                                |
| Missiespecialist 1 | Jean-François Clervoy 2e ruimtevlucht | Jean-François Clervoy 2e ruimtevlucht |                                  |                                |
| Missiespecialist 2 | Carlos Noriega 1e ruimtevlucht        | Carlos Noriega 1e ruimtevlucht        | Carlos Noriega 1e ruimtevlucht   |                                |
| Missiespecialist 3 | Edward Lu 1e ruimtevlucht             | Edward Lu 1e ruimtevlucht             | Edward Lu 1e ruimtevlucht        |                                |
| Missiespecialist 4 | Jelena Kondakova 2e ruimtevlucht      | Jelena Kondakova 2e ruimtevlucht      | Jelena Kondakova 2e ruimtevlucht |                                |
| Missiespecialist 5 | / Michael Foale 4e ruimtevlucht       | Jerry Linenger 2e ruimtevlucht        | Jerry Linenger 2e ruimtevlucht   | Jerry Linenger 2e ruimtevlucht |

## Media

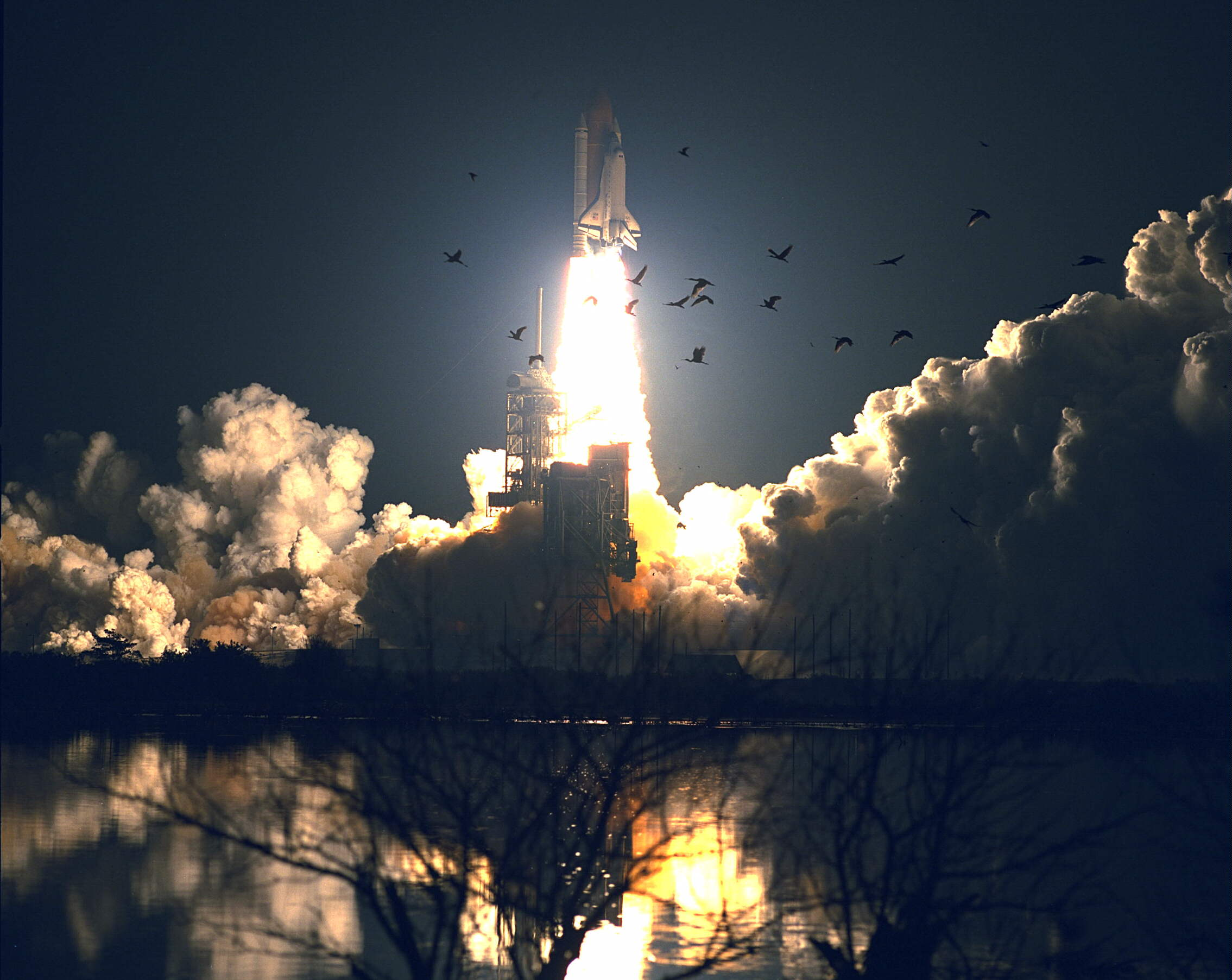
Lancering
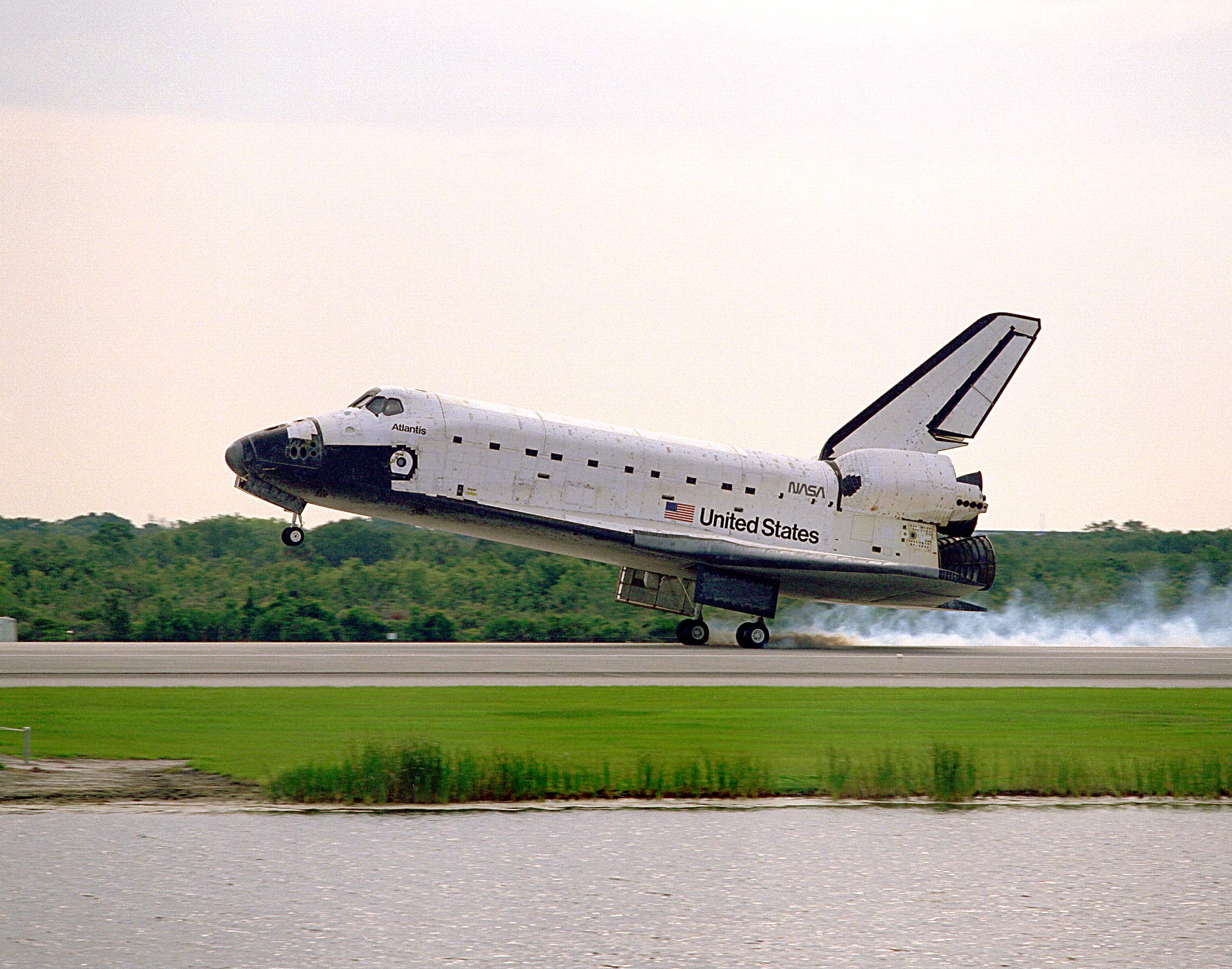
Landing

STS-51-J · STS-61-B · STS-27 · STS-30 · STS-34 · STS-36 · STS-38 · STS-37 · STS-43 · STS-44 · STS-45 · STS-46 · STS-66 · STS-71 · STS-74 · STS-76 · STS-79 · STS-81 · STS-84 · STS-86 · STS-101 · STS-106 · STS-98 · STS-104 · STS-110 · STS-112 · STS-115 · STS-117 · STS-122 · STS-125 · STS-129 · STS-132 · STS-135